# Niewiarygodne przygody Marka Piegusa (serial telewizyjny)
Niewiarygodne przygody Marka Piegusa – przygodowy serial telewizyjny dla młodzieży, zrealizowany na podstawie powieści Edmunda Niziurskiego, pod tym samym tytułem.
Lokacje: Łódź, Warszawa.

## Opis
Tytułowy Marek Piegus ma niesamowite zdolności przyciągania pecha. Po pewnym czasie okazuje się, że to nie pech, tylko szajka złodziei tornistrów. Ekranizacja dobrze oddaje absurdalny charakter humoru swojego literackiego pierwowzoru, a niektóre sceny (np. cerowania spodni przy akompaniamencie fortepianu) zdradzają bezpośredni wpływ kina surrealistycznego.
Film oparty jest na powieści Edmunda Niziurskiego i dość dokładnie odtwarza jej fabułę, ale zamienia ważne role niektórych postaci. W filmie nie ma postaci harcerza-detektywa Teodora, a jego miejsce w przebiegu akcji zajmuje tytułowy Marek Piegus. W związku z tym chłopcem porwanym przez bandę Alberta Flasza w filmie nie jest Marek Piegus, jak w książce, ale jego kolega Czesiek Pajkert. To powoduje pewną niespójność akcji serialu, w którym Marek Piegus, wyjątkowy pechowiec (pierwsze odcinki są w pełni zgodne z książką), zamiast ofiarą porwania staje się sprawnym detektywem.

## Lista odcinków
1. Przygoda pierwsza, czyli niesamowite i niewiarygodne okoliczności, które sprawiły, że nie odrobiłem lekcji
2. Przygoda druga, czyli niesamowite i niewiarygodne udręki, które nawiedziły mnie w klasie
3. Przygoda trzecia, czyli nieprawdopodobne spiętrzenie wypadków, wokół akcji "Flaszka", czyli pierwsze spotkanie ze złodziejem tornistrów
4. Przygoda czwarta, czyli nieprawdopodobne skutki wagarów pospolitych, czyli powtórne spotkanie ze złodziejem tornistrów
5. Przygoda piąta, czyli tajemnicze zniknięcie Cześka Pajkerta
6. Przygoda szósta, czyli akcja "Lwia paszcza" prowadzi śladami Nieszczególnego nie do kryjówki Cześka Pajkerta lecz do...
7. Przygoda siódma, czyli tajemniczy list detektywa Hippollita Kwassa, czyli wykrycie centralnej meliny Alberta Flasza
8. Przygoda ósma, czyli?...
9. Przygoda dziewiąta, czyli nieprawdopodobny rozwój akcji doprowadzony do... niespodziewanego finału

## Obsada
- Grzegorz Roman − Marek Piegus
- Bronisław Pawlik − redaktor, przyjaciel Marka
- Ludwik Benoit − Anatol Surma, sublokator w mieszkaniu Piegusów
- Jadwiga Chojnacka − ciotka Dora, siostra matki Marka
- Roman Kłosowski − wędkarz, kolega pana Piegusa
- Janusz Kłosiński − Wieńczysław Nieszczególny, przestępca
- Stanisław Milski − dyrektor szkoły, do której uczęszczał Marek
- Krzysztof Litwin − Chryzostom Cherlawy, członek bandy Alberta Flasza
- Mieczysław Czechowicz − Teofil Bosmann, członek bandy Alberta Flasza
- Aleksander Dzwonkowski − doktor Bogumił Kadryll, członek bandy Alberta Flasza
- Lech Ordon − Albert Flasz, szef grupy przestępczej
- Włodzimierz Skoczylas − Zezowaty, członek bandy Alberta Flasza
- Zygmunt Zintel − Hippollit Kwass, prywatny detektyw
- Wojciech Siemion − kapitan Jaszczołt, oficer MO
- Edward Wichura − pan Piegus, ojciec Marka
- Barbara Krafftówna − pani Piegusowa, matka Marka
- Albin Ossowski − Czesiek Pajkert, przyjaciel Marka
- Hanka Bielicka − pani Pajkertowa, matka Cześka
- Stanisław Łapiński − Pitagoras, nauczyciel matematyki w szkole Marka
- Zbigniew Jabłoński − Cezary Cedur, kolega Anatola Surmy
- Henryk Dudziński − Turpis, członek bandy Flasza